# Гурабија славска
Гурабија је традиционални колач српског народа Сарајевско-романијске и Горње-дринске регије. Истина је да су гурабију правиле и жене муслиманке на поменутом простору, те да је гурабија колач који се среће и у кухињи македонског народа, али овдје је ријеч о гурабији која се истиче посебном техником украшавања, и која у основи мотива који се урезује на дрво за шарање гурабије има крст. Слово за гурабију углавном се прави од осушеног шљивовог дрвета и округлог је облика. Код Срба овог подручја гурабија је имала разноврсност употребе. С њом би се дочекивали гости, с њом се ишло у госте, али њена посебна улога везује се за обичаје током прославе крсне славе. Обичај код Срба у Источној Босни је да се за Крсну Славу пије ракија, те да сваку чашицу испијене ракије прати потребна здравица. Када би се попила трећа чаша по реду, обичај би био да се на празну чашу стави гурабија, као посебан дар љубави, добрих жеља домаћину и укућанима.
Као колач ушла је и усмени фолклор народа, израз „меси гурабије” се као метафора користи о некоме ко лепо (слатко) говори.

## Начин припреме
Гурабија се прави од најфинијег пшеничног брашна, уз додатак потребне количине шећера, јаја, киселог млијека као и свињске масти која гурабији даје посебну структуру. Када се сви састојци фино израде, тијесто се дијели на неколико мањих дијелова који се затим утискују на слово, претходно премазано неком масноћом. Тијесто се лагано одваја од слова, ставља у тепсију и у средину се ставља коцка шећера. Гурабија са коцком некада је важила за посебан дар, управо због „ексклузивитета” шећера у том времену. Обичај стављања коцке на гурабију задржао се и данас.

## Начин израде слова
Израдом слова за гурабије баве се људи који су сачували неке технике старих и умјетничких заната. То су углавном дрводјеље, и врло су ријетки. Најпогодније дрво за израду слова је сува шљива, дрво јавора, јасике или неког другог меког лишћара, пречника 7-10 цм.